# Sakshaug
Sakshaug este o localitate din comuna Inderøy, provincia Nord-Trøndelag, Norvegia.